# Donovan
Donovan  (rođen je kao Donovan Phillips Leitch, 10. svibnja, 1946. u Glasgowu, Škotska ), bio je izuzetno popularni britanski - folk pjevač, gitarist i kantautor, u to doba takav tip pjevača zvali su; protestni pjevač.
Donovan je postao popularan nakon serije nastupa 1965. u kultnom britanskom televizijskom showu za mlade - Ready Steady Go!, nakon britanskog uspjeha, postao je popularan po čitavom svijetu. Na samom startu svoje glazbene karijere, snimao je za - Pye Records, nakon isteka ugovora, započeo je uspješnu suradnju sa znanim glazbenim producentom
Mickie Mostom, napravivši brojne hitove na brojnim top listama.
Vrhunac njegove popularnosti bio je između 1965. – 1970. Postao je prijatelj brojnim zvijezdama pop glazbe toga vremena, poput Joan Baez, Briana Jonesa, Bruce Springsteena, i Beatlesa, bio i jedan od rijetkih glazbenika koji je sudjelovao na snimanju pjesama Beatlesa.
Uticao je na Lennona i McCartneyja otkrivši im svoj način sviranja gitare (prebiranje prstima, umjesto trzalicom) 1968.
Nastavio je nastupati i u sljedećoj dekadi (1970. – 1980.), ali s manjim uspjehom, njegov hipi stil više nije bio u modi, osobito među kritičarima koji su bili naklonjeni punku.

## Diskografija

### Singl ploče
| Naslov                                          | Godina | mjesto na britanskim ljestvicama | mjesto na američkim ljestvicama |
| ----------------------------------------------- | ------ | -------------------------------- | ------------------------------- |
| "Catch the Wind"                                | 1965.  | #4                               | #23                             |
| "Colours"                                       | 1965.  | #4                               | #61                             |
| "The Universal Soldier" [EP]                    | 1965.  | #1                               | #53                             |
| "Turquoise"                                     | 1965.  | #30                              | -                               |
| "Josie"                                         | 1966.  | -                                | -                               |
| "Sunshine Superman"                             | 1966.  | #2                               | #1                              |
| "Mellow Yellow"                                 | 1966.  | #8                               | #2                              |
| "Epistle to Dippy"                              | 1966.  | -                                | #19                             |
| "There is a Mountain"                           | 1967.  | #8                               | #11                             |
| "Wear Your Love Like Heaven"                    | 1967   | -                                | #23                             |
| "Jennifer Juniper"                              | 1968.  | #5                               | #26                             |
| "The Hurdy Gurdy Man"                           | 1968.  | #4                               | #5                              |
| "Laleña"                                        | 1968   | -                                | #33                             |
| "Atlantis" "To Susan on the West Coast Waiting" | 1968.  | #23                              | #7                              |
| "Barabajagal (Love Is Hot)"                     | 1969.  | #12                              | #36                             |
| "Riki Tiki Tavi"                                | 1970.  | -                                | #55                             |
| "Celia Of The Seals"                            | 1971   | -                                | #84                             |
| "I Like You"                                    | 1973   | -                                | #66                             |
| "Maria Magenta"                                 | 1973   | -                                | -                               |
| "Sailing Homeward"                              | 1974   | -                                | -                               |
| "Rock 'n' Roll With Me"                         | 1974   | -                                | -                               |
| "Dark-Eyed Blue Jean Angel"                     | 1975.  | -                                | -                               |
| "Rock 'n' Roll Souljer"                         | 1975.  | -                                | -                               |
| "Dare To Be Different"                          | 1977.  | -                                | -                               |
| "The Light"                                     | 1977   | -                                | -                               |
| "Mee Mee I Love You"                            | 1981.  | -                                | -                               |
| "Neutron"                                       | 1981   | -                                | -                               |
| "Lay Down Lassie"                               | 1982.  | -                                | -                               |
| "Jennifer Juniper" [live]                       | 1990.  | #68                              | -                               |
| "Newest Bath Guide"                             | 1992.  | -                                | -                               |
| "Atlantis" [reizdanje]                          | 2001.  | -                                | -                               |
| "Happiness Runs"                                | 2005.  | -                                | -                               |

## Vanjske poveznice
- Službene stranice